# سوزان بيدرسن
سوزان بيدرسن هي مؤرخة كندية، ولدت في 31 أغسطس 1959.